# أو إتش بي - إس إي

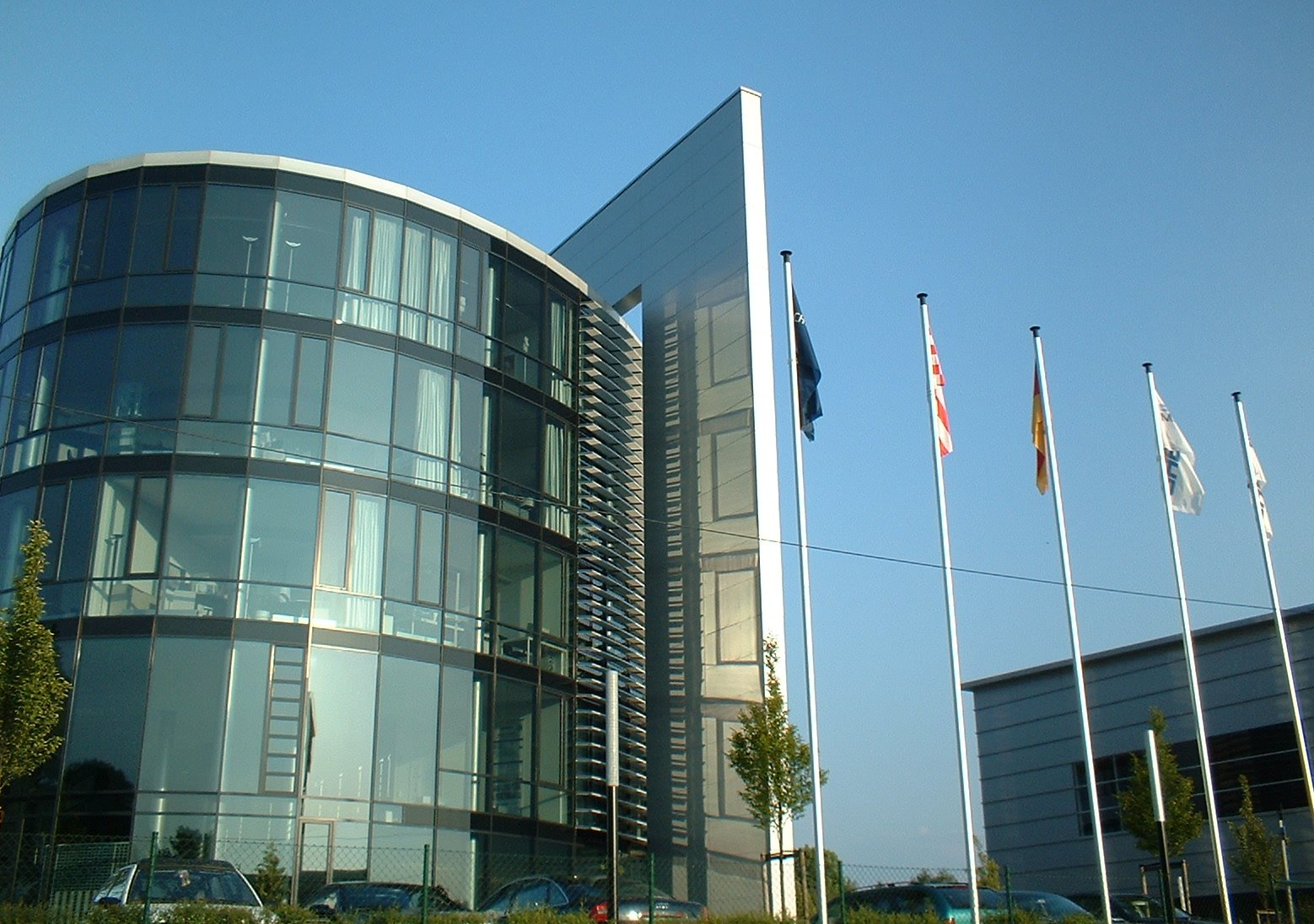
المقر الرئيسي في بريمن.

شركة أو إتش بي - إس إي (بالإنجليزية: OHB SE) ، ومقرها بريمن، هي مجموعة أوروبية متخصصة في الفضاء والتكنولوجيا، وتتخصص في تطوير وتنفيذ أنظمة فضائية متكاملة، وإنتاج مكونات لبرامج الإطلاق المختلفة، بالإضافة إلى تشغيل أنظمة الأقمار الصناعية، ومعالجة البيانات المجمعة وتوفيرها. توظف الشركة أكثر من 3,000 موظف في 15 موقعًا في عشر دول، معظمها في أوروبا.
منذ عام ٢٠٢٣م، يمتلك كولبيرج كرافيس روبرتس الأمريكي أسهمًا في شركة OHB. وتمتلك عائلة فوكس، المؤسسون، الأغلبية.